# Acsád
Acsád (em croata: Jučad) é um município da Hungria, situado no condado de Vas. Tem 14,34 km² de área e sua população em 2015 foi estimada em 651 habitantes.